# Alopecosa hui
Alopecosa hui là một loài nhện trong họ Lycosidae.
Loài này thuộc chi Alopecosa. Alopecosa hui được Jun Chen, Da-xiang Song & Joo-Pil Kim miêu tả năm 2001.